# 胡安娜·伊瓦沃羅
胡安娜·费尔南德斯·莫拉莱斯·德伊瓦沃羅（西班牙語：Juana Fernández Morales de Ibarbourou；1892年3月8日—1979年7月15日），别称美洲的胡安娜（Juana de América），烏拉圭诗人、女权主义者。她被認為是20世紀初西班牙语美洲文坛抒情詩中最具個人色彩的詩人之一，其詩歌傾向於感性地頌揚愛情的奉獻和母愛。